# اوگاکی ماتومه
اوگاکی ماتومه (به ژاپنی: 宇垣 纏, Ugaki Matome); ۱۵ فوریهٔ ۱۸۹۰ – ۱۵ اوت ۱۹۴۵) آدمیرال نیروی دریایی امپراتوری ژاپن در جنگ جهانی دوم بود.